# Piper versteegii
Piper versteegii är en pepparväxtart som beskrevs av C. Dc.. Piper versteegii ingår i släktet Piper och familjen pepparväxter. Inga underarter finns listade i Catalogue of Life.